# История монахини
«История монахини» (англ. The Nun's Story) — американская драма Фреда Циннемана 1959 года, снятая по мотивам одноимённого романа Кэтрин Халм 1956 года.

## Сюжет
В основу фильма легла подлинная история жизни бельгийской девушки Габриель ван дер Маль, дочери знаменитого хирурга, в 1927 году поступившей в религиозный Орден. После послушания она приняла монашеский сан и имя сестры Люк. Габриэль избрала имя святого покровителя хирургии. Сначала она проходила подготовку как сестра в психиатрической больнице и работала в одной из лечебниц Ордена. Сестра Люк добилась больших успехов и заслужила всеобщее уважение. Затем её направили изучать тропическую медицину, после чего ей предстояло работать в африканской колонии — Бельгийском Конго.
В Африке сестра Люк провела почти 9 лет, а затем вернулась в Бельгию. Во время Второй Мировой войны сестра Люк активно сотрудничала с подпольем и бельгийским сопротивлением. Монахини должны были с одинаковым вниманием и заботой ухаживать и за врагами, и за союзниками. Раненые немецкие солдаты нуждались в той же заботе, что и солдаты союзников. Для сестры Люк это оказалось невыносимым. Она решила снять монашеский сан и получила на это разрешение Ордена и Ватикана. После этого Габриель ван дер Маль стала работать обычной медсестрой.

## Съёмочная группа
- Режиссёр — Фред Циннеман
- Автор романа — Кэтрин Халм[англ.]
- Сценарист — Роберт Андерсон[англ.]
- Композитор — Франц Ваксман
- Продюсер — Генри Бланк

## В ролях
- Одри Хепбёрн — сестра Люк (Габриель Ван Дер Мал)
- Питер Финч — доктор Фортунати
- Эдит Эванс — мать-настоятельница Эммануэль
- Пегги Эшкрофт — мать Матильда
- Дин Джаггер — Доктор Ван Дер Мал
- Милдред Даннок — сестра Маргарита
- Беатрис Стрейт — мать Христоф
- Патрисия Коллиндж — сестра Уильям
- Розали Кратчли — сестра Элинор
- Рут Уайт — мать Марселла
- Барбара О’Нил — мать Дидима
- Маргарет Филипс — сестра Полин
- Патриша Босворт — Симон
- Коллин Дьюхерст — Архангел Гавриил
- Стивен Мюррей — капеллан (отец Андре)
- Лайонел Джеффрис — доктор Гувертс
- Нилл МакГиннес — отец Вермюлен
- Ева Коттхауз  — сестра Мэри
- Молли Уркарт — сестра Августин
- Дороти Элисон — сестра Аурелия (медсестра-мученица в Африке)[2]

## Награды
Фильм был выдвинут на премию «Оскар» в восьми номинациях, включая такие как лучший фильм, лучшая женская роль (Одри Хепбёрн), лучший режиссёр (Фред Циннеман), лучший адаптированный сценарий, лучшая работа оператора (цветные фильмы), лучший звук, лучший монтаж и лучший саундтрек для драматических/комедийных картин, при этом ни одной награды так и не получив. Также в его запасе пять номинаций на «Золотой глобус» и столько же — на премию Британской киноакадемии, в одной номинации которой (лучшая британская актриса — Одри Хепбёрн) она всё же победила.
В 1959 году фильм получил главную награду Международного кинофестиваля в Сан-Себастьяне — «Золотую раковину». Одри Хепбёрн в Сан-Себастьяне была награждена призом за лучшую женскую роль.